# Kevin McKenna (Fußballspieler)
Kevin James McKenna (* 21. Januar 1980 in Calgary, Alberta) ist ein ehemaliger kanadisch-schottischer Fußballspieler und heutiger -trainer.

## Karriere

### Spieler

#### Vereine
Von seinem 15. bis 18. Lebensjahr war McKenna, Sohn schottischer Eltern, im Sportteam der Universität von Calgary, den Calgary Dinos, aktiv. Er wechselte 1998 nach Deutschland zum Fußball-Zweitligisten Energie Cottbus. Am 23. April 1999 (27. Spieltag) gab er sein Debüt im deutschen Profifußball, als er beim 3:0-Heimsieg über den SSV Ulm 1846 in der 74. Minute für Rudi Vata eingewechselt wurde. Er kam in zwei Spielzeiten auf lediglich drei Einsätze. Im Jahr des Aufstiegs seiner Mannschaft in die Bundesliga wurde er nur zweimal eingesetzt, sein Debüt gab er dort am 12. August 2000 (1. Spieltag) bei der 1:3-Niederlage bei Werder Bremen.
Von 2001 bis 2005 spielte McKenna 121-mal für den schottischen Erstligisten Heart of Midlothian und erzielte 21 Tore.
Zur Saison 2005/06 kehrte McKenna nach Cottbus zurück und trug mit zehn Toren in 34 Spielen zum erneuten Aufstieg in die höchste Spielklasse bei, in der er dann 29-mal zum Einsatz kam, aber ohne Torerfolg blieb. In dieser Spielzeit war er als Nachfolger von Gregg Berhalter Mannschaftskapitän der Cottbuser. Seit der Saison 2007/08 spielte er für den  1. FC Köln. Am 13. Dezember 2008 (17. Spieltag) erzielte er beim 2:1-Auswärtssieg über den VfL Bochum sein erstes Bundesligator. Am 5. Mai 2014 verkündete McKenna nach Ablauf seines Vertrages in Köln sein Karriereende zum 30. Juni 2014.

#### Nationalmannschaft
Nach sieben Spielen für die U-23-Auswahl debütierte McKenna am 27. Mai 2000 im Spiel gegen Trinidad und Tobago für die Kanadische Fußballnationalmannschaft, deren Kapitän er zwischenzeitlich war.
2002 wurde er in die beste Elf des CONCACAF Gold Cups gewählt.
Sein letztes Länderspiel bestritt McKenna am 16. Oktober 2012 gegen Honduras.

### Trainer
Seit dem Ende seiner aktiven Karriere war McKenna als Co-Trainer im Nachwuchsbereich des 1. FC Köln tätig. Erst trainierte er von 2014 bis Dezember 2017 als Co-Trainer die U-17. Anschließend war er zusammen mit Markus Daun Co-Trainer unter Cheftrainer Stefan Ruthenbeck auf Interimsbasis in der Bundesliga beim 1. FC Köln, bevor er im Sommer 2018 Co-Trainer von André Pawlak bei der zweiten Mannschaft des 1. FC Köln wurde. Nachdem Pawlak Ende April 2019 Nachfolger von Markus Anfang bei der 2. Bundesliga Profi-Mannschaft von Köln geworden war, übernahm McKenna auf Interimsbasis den Cheftrainerposten bei der zweiten Mannschaft in der Regionalliga West. Im Juli 2019 kündigte McKenna beim 1. FC Köln, da er dort auf absehbare Zeit keine Perspektive auf eine Position als Cheftrainer im Jugendbereich sah.
Von September 2019 bis September 2020 war er Co-Trainer beim 1. FC Kaiserslautern unter dem Cheftrainer Boris Schommers.
Zur Saison 2021/22 kehrte McKenna zum 1. FC Köln zurück und wurde Co-Trainer des neuen Cheftrainers Steffen Baumgart. Ab Januar 2024 assistierte er Timo Schultz, unter dem der Verein am Ende der Saison 2023/24 in die 2. Bundesliga abstieg. Daraufhin endete die Zusammenarbeit des Vereins mit Schultz, McKenna und dem weiteren Co-Trainer André Pawlak.
Im September 2024 wurde McKenna Co-Trainer von Baumgart beim Hamburger SV, den dieser im Februar 2024 übernommen hatte. Nach knapp drei Monaten wurde er Ende November 2024 gemeinsam mit Baumgart freigestellt.
Anfang Januar 2025 wurde McKenna erneut Co-Trainer von Baumgart, der neuer Cheftrainer des 1. FC Union Berlin wurde.

## Persönliches
Er ist auch als Fußballkommentator für den Fernsehsender Fox Sports 2 tätig. McKenna steht seit dem 12. April 2019 in der Canada Soccer Hall of Fame. Seine Söhne spielen in den Nachwuchs-Teams des 1. FC Köln.

## Titel und Erfolge
- 1 × Zweitliga-Meister: 2014
- 4 × Aufstieg in die Bundesliga: 2000 und 2006 (mit Energie Cottbus); 2008 und 2014 (mit dem 1. FC Köln)
- 1 × UEFA-Cup-Teilnehmer: 2005 (mit Heart of Midlothian FC)
- 3 × CONCACAF-Gold-Cup-Teilnehmer: 2005, 2009, 2011 (mit Kanada)
- Aufnahme in die Canada Soccer Hall of Fame 2019